# 13498 Al Chwarizmi
13498 Al Chwarizmi este o planetă minoră (asteroid), cu un diametru de 3,126 km, din centura de asteroizi. A fost descoperită pe 6 august 1986 la Smolian de Eric Walter Elst și a fost numită după Al-Khwarizmi. 
Obiectul prezintă o orbită caracterizată de o semiaxă mare de 2,1151187 UAi, o excentricitate de 0,18, o înclinație de 2,76258 ° în raport cu ecliptica.